# 迪特马申县
迪特马申县（Kreis Dithmarschen）是德国石勒苏益格-荷尔斯泰因州西部的一个县，位于汉堡和北弗里斯兰县之间，临北海、易北河、艾德河和基尔运河，得名于迪特马申地区，首府海德。

## 历史

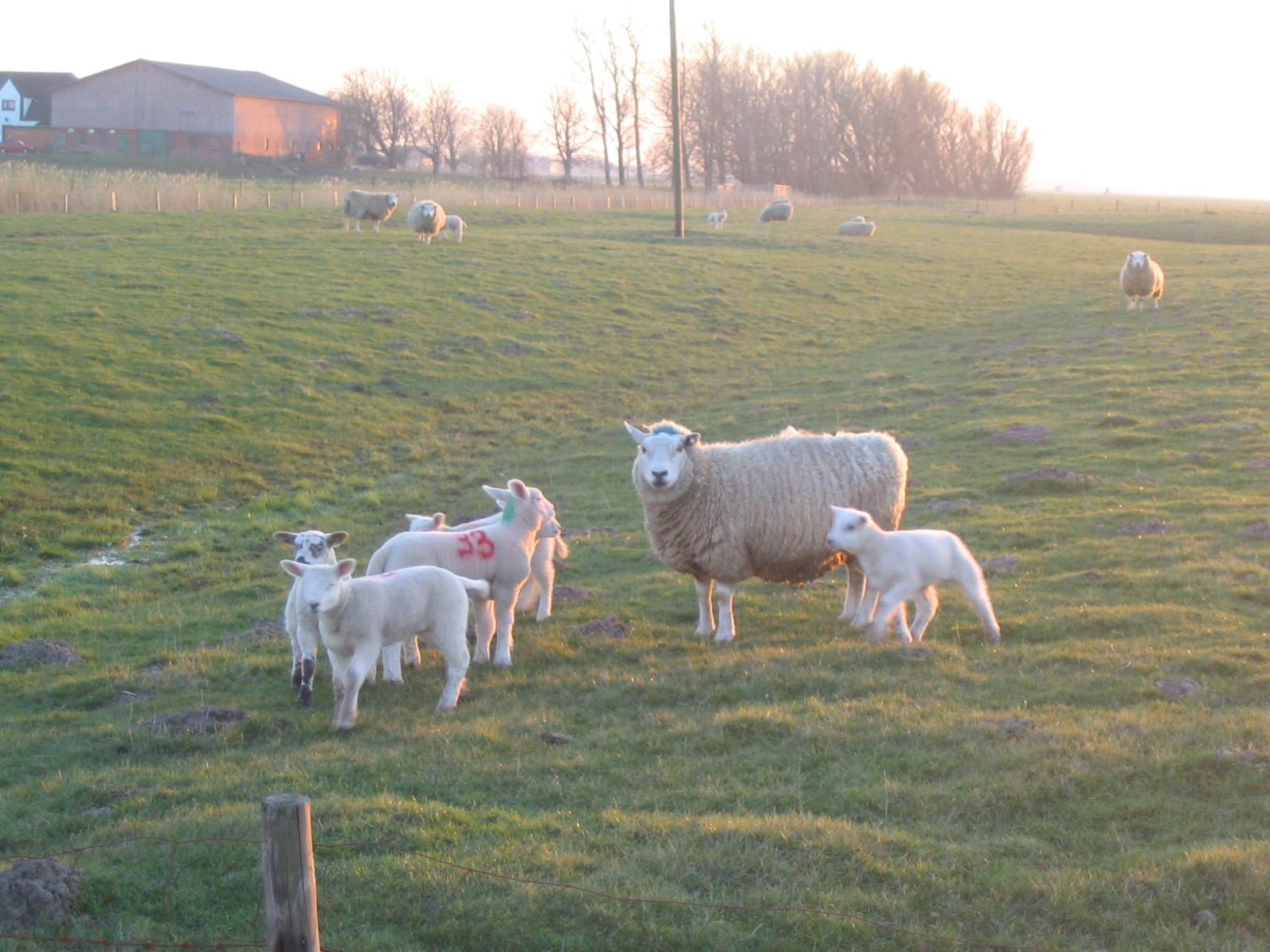
Landscape with ewes and lambs

在中世纪，生活在迪特马申沼泽地村庄的村民们享受着极大的自治权。周围的王公们都试图把迪特马申纳入自己的统治。
公元1180年后，不来梅总教区亲王主教齊格弗里德将本归自己统治下的迪特马申割让给了自己的兄弟，新成立的萨克森公国的伯恩哈德三世。他治下的萨克森公国在易北河南岸同时拥有Land of Hadeln，和迪特马申隔河相望。荷尔斯泰因伯爵阿道夫三世对伯恩哈德三世的阿斯坎尼家族十分仇视，并且事实上拥有对迪特马申的松散所有权。伯恩哈德三世试图重夺领地，但是失败了，他也只能让阿道夫接受他名义上对迪特马申的宗主权。
迪特马申因为在汉堡主教堂有主教团存在，所以在宗教上属于不来梅主教国，但在世俗权力上却拒绝不来梅的统治。因此亲王主教哈德维希二世决心发兵攻打迪特马申。他说服阿道夫三世放弃对迪特马申的宣称，以此换取可以在迪特马申的臣民身上收税。1187年和1188年，哈德维希二世和他的盟友奥尔登堡伯爵莫里斯一世率军进攻迪特马申。自由的农民们答应付税，但哈德维希二世的军队刚刚离开农民们就反悔了。丹麦石勒苏益格公国的主教兼财政总管瓦尔德马在背后支持迪特马申人。哈德维希二世现在欠着阿道夫三世的钱和莫里斯一世的军饷，根本无力发起第二次战争。
1192年，不来梅主教团选举瓦尔德马为新任大主教。瓦尔德马很高兴自己可以当选，并希望自己的当选可以帮助解决自己和石勒苏益格公国瓦尔德马公爵以及公爵兄长丹麦国王克努特六世的纠纷。在他进入不来梅主教国前，他赢得了迪特马申的支持。
15世纪，迪特马申人组建了一个农民共和国。周围的统治者们动用了自己的骑士和雇佣兵，多次试图将这个独立的小邦纳入封建体制，但是，无一成功。1319年，荷尔斯泰因-伦茨堡伯爵格哈德三世在沃尔登之战中被击败。在萨克森-劳恩堡公爵埃里克四世洗劫过迪特马申后，迪特马申人指责他的女婿荷尔斯泰因-伦茨堡伯爵阿尔伯特二世为共谋。阿尔伯特二世反而用此为借口于1403年展开了一场不成功的征服，他本人也在战争中因伤死亡。1468年，迪特马申和吕贝克自由市结为同盟来联手保护他们在商业上的共同利益，并遏制在此地区传播的封建制度。 自15世纪起，基于汉萨同盟义务和特权，迪特马申建立了同利沃尼亚以及波罗的海附近目的地的贸易路线。 双方多次续签了盟约并一直持续到了1559年迪特马申最后的失败和被丹麦-荷尔斯泰因吞并。
1484年，萨克森-劳恩堡公爵马格努斯一世，之后哈德恩之地的代理人，无法让生活在沃斯滕之地的自由的弗里斯兰农民们臣服。沃斯滕之地处威悉河河口的北海沼泽，处于不来梅主教区的松散宗主权下，但事实上是一个自治地区。这预示了将来一系列试图将这些地区的自由农民纳入封建体制的尝试，对迪特马申人和这一地区其他沼泽内的自由农民而言是一个警告。
1499年四月，奥尔登堡伯爵约翰五世入侵威悉河和施塔德兰及布特亚丁根的北海沼泽，以此试图让当地自由农民臣服，而不来梅主教对后两者有宗主权的宣称。不来梅主教約翰·羅德之后试图构建一个战争联盟来驱逐入侵者和后续的进攻，他首先获得了不来梅，汉堡和施塔德等城市的支持。这些城市主要考虑到被侵犯的地区地处易北河和威悉河下游，对他们的海上贸易极为关键。羅德之后又于1499年五月一日让迪特马申同意参加对沃斯滕的防御联盟。
八月一日，包括新加入的布克斯特胡德，联盟共支持了1300人的战士和装备来防御沃斯滕和进攻哈德恩。之前在1498年十一月24日，萨克森-劳恩堡公爵约翰五世与其子萨克森-劳恩堡的马格努斯就联合了不伦瑞克-吕讷堡公国公爵，沃尔芬比特尔亲王亨利四世来征服Wursten。 亨利四世按义务派出了3000德意志雇佣步兵，这些佣兵的报酬将由在Wursten的自由农民处洗劫来得到。
1499年九月九日，羅德发动对萨克森-劳恩堡公爵约翰五世的攻击。包括迪特马申在内的联军越过易北河，轻松攻占了哈德恩，打败了马格努斯并将他赶出了哈德恩。
尽管汉堡等城市们想要一个没有强权干涉的环境，迪特马申人更看重自由农民的利益。汉堡和迪特马申出现了分裂。九月16日，一名汉堡的佣兵杀掉了Cordt von der Lieth，一个不来梅的小贵族，导致了奥滕多夫争吵(Otterndorfer Streit)。佣兵撒布谣言说一个迪特马申人杀了von der Lieth然后逃跑了。汉堡的佣兵之后攻击了无辜的迪特马申人并在他们的奥滕多夫军营附近杀死了76人。因此，迪特马申人取消了和羅德，不来梅以及汉堡的盟约，并返回了家乡。1407年至1481年，萨克森-劳恩堡为了一笔钱把哈德恩抵押给了汉堡，所以现在汉堡想要重建对哈德恩的统治。迪特马申和汉堡之间的关系降至冰点，尽管之前汉堡和迪特马申通过了救助船只来获取奖励的约定，迪特马申开始根据传统的沉船习俗来俘虏汉堡在迪特马申海岸损毁的船只和货物。双方只在1512年和解。
至1499年十一月20日，马格努斯雇佣了6000名残忍暴力的所谓“大卫队”或“黑卫队”，他们主要由荷兰人和东弗里斯兰人组成，由Thomas Slentz率领，之前一直在奥尔登堡伯爵领行动。 黑卫队穿越并蹂躏了韦尔登主教国和吕讷堡主教国，开始入侵不来梅主教国，留下一路的废墟和洗劫一空的修道院。
最终在平安夜，“黑卫队”顺流而下抵达了威悉河的不来梅哈芬，开始准备进攻Wursten，但是十二月26日，自由的农民们在不来梅哈芬附近将其驱逐。所以卫队向东北进发，沿路洗劫了Neuenwalde Nunnery，进入了哈德恩，镇压了缺乏不来梅骑士和迪特马申支援的羅德-城市联军，在1500年初为马格努斯重夺哈德恩。
羅德之后说服亨利四世加入自己，亨利四世和其军队便开始追击“黑卫队”。马格努斯无力支付佣兵的军饷，导致佣兵们对当地人民更加残暴。至1500年一月中旬，丹麦国王约翰雇佣了黑卫队，保证了其可以安全地往东南行进，经吕讷堡的温森和Hoopte，通过Zollenspieker渡口过易北河到达汉堡-吕贝克间的Bergedorf和Vierlande。

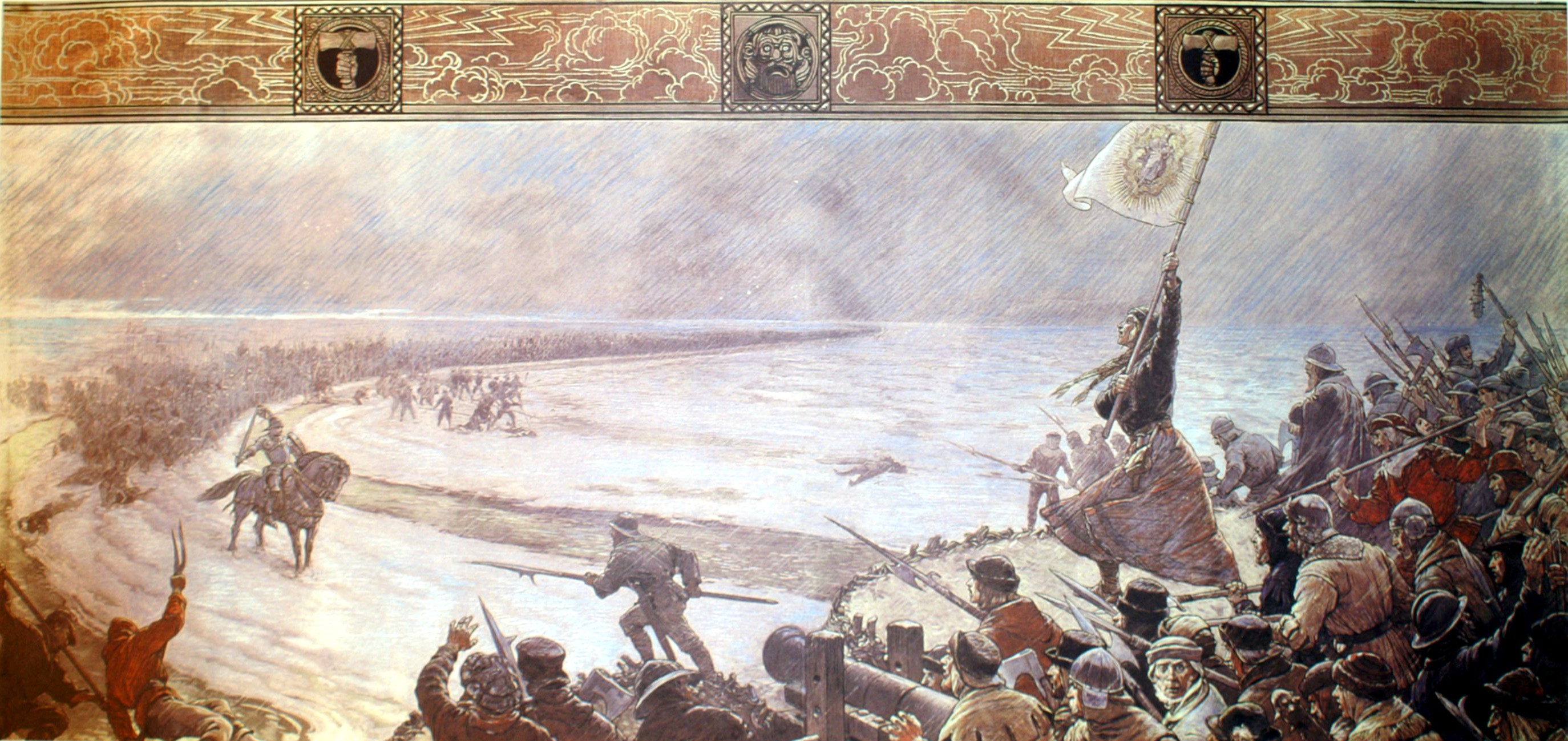
The Battle of Hemmingstedt in a history painting of 1910 by Max Friedrich Koch, assembly hall of the former District Building in Meldorf.

从这里“黑卫队”再次向西北进发，经过荷尔斯泰因，加入到约翰王在荷尔斯泰因和通过卡尔马联合征集到的大部队。这些部队之后入侵迪特马申，试图使自由的迪特马申人屈服。迪特马申人立下誓言，如果可以战胜入侵者，将为圣母玛利亚建造一座修道院，后来圣母玛利亚也成为国家的主保圣人。1500年二月17日，在黑明格斯特之战中，由Wulf Isebrand率领的寡不敌众的迪特马申人，战胜了侵略军，并粉碎了约翰王征服迪特马申的梦想。
1513年，迪特马申人在伦登建立了一座方济各会修道院，兑现了他们的誓言。但是，持有宗教司法权的汉堡主教堂要求他们拥有对迪特马申高级神职人员的任免权。在数年的争吵后，四十八人团，一个迪特马申农民共和国选举产生的执政机构，在1523年八月决定建立一个高卢主义的独立迪特马申天主教会，以此来拒绝汉堡的神职司法权。汉堡的主教堂无法重获司法权，包括从迪特马申获得宗教税和罚金的权力。在暴力驱逐了第一批宗教改革的传道者，并在1524年十二月杀害了Zutphen的亨利后，信义宗最终得到了迪特马申人的支持。1533年，四十八人团将迪特马申天主教会改为路德宗国教会。
黑明格斯特的胜利后，迪特马申经常派出使节去汉萨同盟的集会。1554年汉萨同盟会议确定，自由的迪特马申农民们的生意不能和自由城市或自治城市的商人市民的混为一谈，但是可以享受汉萨同盟全部的好处。因此，迪特马申的商人们，和条顿骑士团国的商人一起，是汉萨所有成员的受益人中，唯二没有自治市民权或帝国自由城市背景的国家。
直到1559年，随着当时最出色的战略家之一的约翰·兰曹伯爵成功入侵，迪特马申的自由农民们才最终向丹麦国王屈服，被迫放弃了自己的政治和宗教自治。从那时起，迪特马申的纹章上开始出现一个骑马的战士，代表了兰曹的一名骑士。后来这名骑士被认定为圣乔治，并被认为是迪特马申的保护圣人。
征服者们，丹麦国王弗雷德里克二世，荷尔斯坦因-戈托尔夫公爵阿道夫和石勒苏益格-荷尔斯泰因-哈泽斯莱乌公爵约翰二世将迪特马申分为两块：南部成为荷尔斯坦因的一部分并与丹麦是共主邦联，北部成为另一个荷尔斯坦因公国的领土。从1773年以来，荷尔斯坦因一直保持统一并与丹麦形成共主邦联，直到1864年的普丹战争使得荷尔斯坦因公国和石勒苏益格公国成为德意志邦联的领土。两年后，随着普奥战争，普鲁士王国吞并了荷尔斯坦因和石勒苏益格，成为了石勒苏益格-荷尔斯泰因省，迪特马申也成为了普鲁士王国的一部分。
迪特马申的中世纪状态一直持续到19世纪。当基尔运河完工后，沼泽被排干，农业的改革也进行开来。在德国联邦的石勒苏益格-荷尔斯泰因州內，迪特马申仍被分割成北迪特马申和南迪特马申，直到1970年它们才被重新并入一个完整的迪特马申县。